# Wysoki Wierch (Pieniny)
Wysoki Wierch (słow. Šlachtovsky vrch, Šlachtovsky) – kopulaste wzniesienie w Małych Pieninach o wysokości 898 m. Położone jest w grzbiecie Małych Pienin, wprost na południe od Jarmuty, ponad doliną Leśnickiego Potoku. Przebiega przez niego granica słowacko-polska. Jest to szczyt zwornikowy – w południowym kierunku odchodzi od niego grzbiet łączący go z Grupą Golicy na Słowacji. Polskie stoki Rabsztyna znajdują się w granicach Szlachtowej, w województwie małopolskim, w powiecie nowotarskim, w gminie miejsko-wiejskiej Szczawnica.
Jest to dość wyodrębniony, bezleśny, kopulasty szczyt, ze wszystkich stron otoczony dużymi łąkami. Dzięki temu rozciągają się z niego jedne z najładniejszych w Pieninach widoków na Masyw Trzech Koron, Tatry, Gorce, Beskid Wyspowy, Beskid Sądecki i pobliską Grupę Golicy. W dole dwie słowackie wsie: Leśnica i Wielki Lipnik oraz polska Szlachtowa. Z powodu zaniechania uprawy rolnej na jego zboczach oraz zaprzestania koszenia łąk, szczególnie na bardziej stromych zboczach po słowackiej stronie, zarastają one lasem i wkrótce, jeśli nie zostaną przedsięwzięte żadne środki, szczyt straci swoje walory widokowe. Dzięki temu, że szczyt jest odkryty, jest również wykorzystywany przez paralotniarzy oraz modelarzy samolotowych, którzy urządzają na nim pokazy modeli latających. Na otaczających go łąkach odbywa się wypas kulturowy owiec. Dawniej były to tereny uprawowe Łemków ze wsi Szlachtowa (wysiedlonych w ramach Akcji Wisła). Zimą są to doskonałe tereny narciarskie.

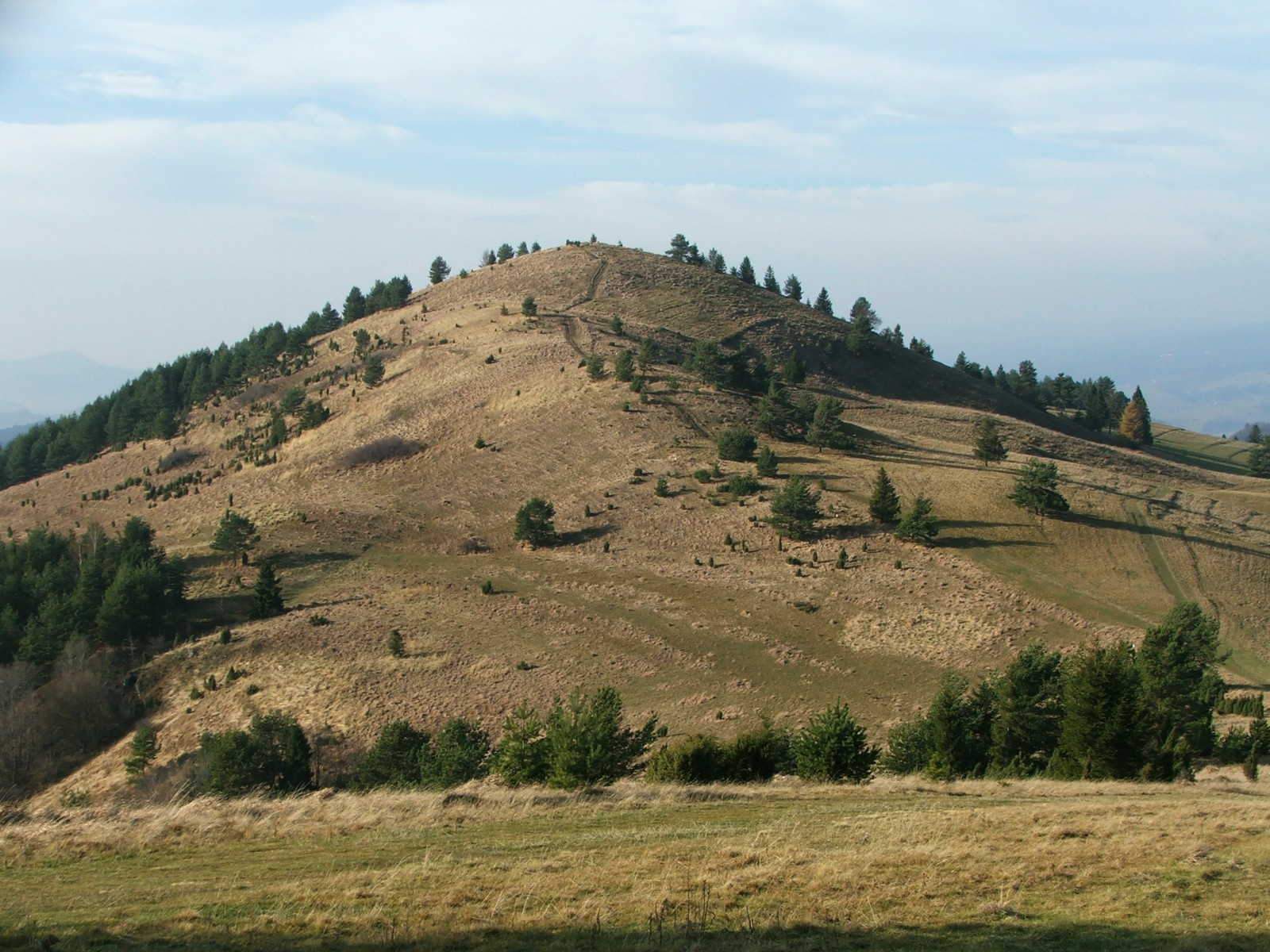
Widok ze zboczy Durbaszki

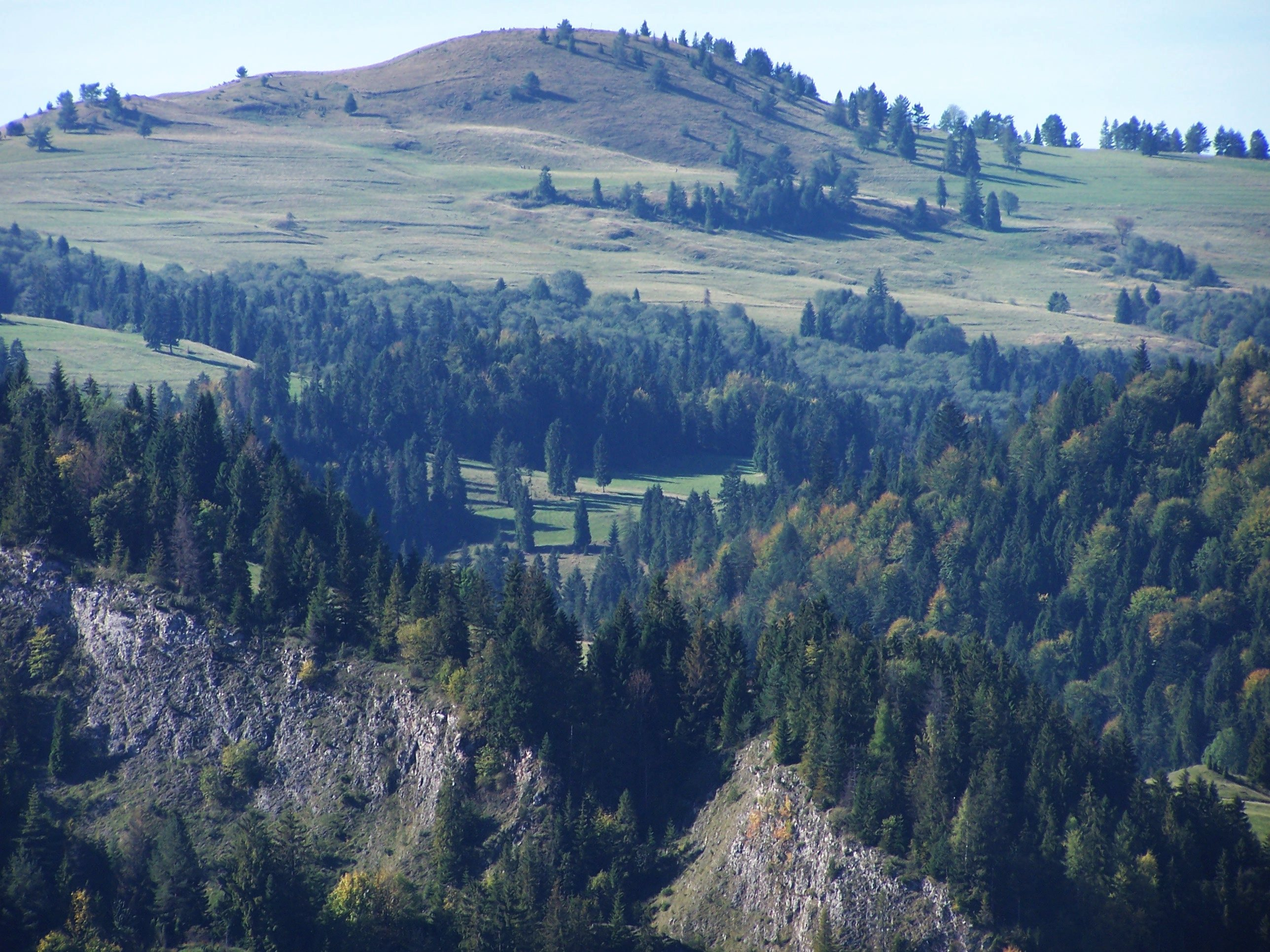
Widok z północnej strony. W dole ściany Wąwozu Homole

Z północnych zboczy Wysokiego Wierchu spływa uchodzący do Grajcarka potok Krupianka (Sztolnia). Znajdujące się na południe od niego zalesione szczyty to: Jarmuta, Huściawa, Opalańczyk i Ubocz. Po zachodniej stronie szczytu, na wysokości 865 m n.p.m. w grzbiecie łączącym go z Rabsztynem znajdowało się dawniej sezonowe przejście graniczne łączące Szlachtową z Wielkim Lipnikiem na Słowacji.
Góra notowana jest w dokumentach już z początku XIX w. pod nazwami; Rabsztyński Groń lub Koguci Wierch (taką nazwę, błędnie przypisywał jej Kazimierz Sosnowski). Łemkowie ze Szlachtowej nazywali ją Groniem.
Z rzadkich w Polsce gatunków roślin stwierdzono występowanie storczyka drobnokwiatowego i krwawnika szczecinkolistnego.

## Szlaki turystyczne
od Drogi Pienińskiej grzbietem Małych Pienin przez Szafranówkę, Łaźne Skały, Cyrhle, Wysoki Wierch, Durbaszkę, Wysoką, Wierchliczkę, przełęcz Rozdziele do Przełęczy Gromadzkiej w Beskidzie Sądeckim. Szlak ten nie prowadzi przez szczyt Wysokiego Wierchu, lecz trawersuje jego północne zbocza po polskiej stronie.
 Szlachtowa – Wysoki Wierch – Przełęcz pod Tokarnią – Wielki Lipnik. 2 h, ↓ 2:05 h